# ورقة 200 روبية هندية
ورقة 200 روبية هندية هي ورقة من الروبية الهندية. اتخذ بنك الاحتياطي الهندي قرار طرح ورقة 200 روبية هندية في مارس 2017 بالتشاور مع وزارة المالية.
وصف بنك الاحتياطي الهندي ورقة 200 روبية بأنها الحلقة المفقودة في سلسلة رينارد. تطبع الورقة وحدات الطباعة التابعة لشركة Security Printing and Minting Corporation of India التي تديرها الحكومة أو في مطابع في ميسور وسالبوني التي يديرها بنك الاحتياطي الهندي حسبما ذكرت تايمز أوف إينديا. انتشرت صورة لورقة نقدية بقيمة 200 روبية هندية في يونيو 2017 على منصات التواصل الاجتماعي مثل فيسبوك وواتساب. أعلن بنك الاحتياطي الهندي (RBI) عن مواصفات الورقة النقدية الجديدة بقيمة 200 روبية في سلسلة المهاتما غاندي الجديدة، والتي تحمل توقيع الدكتور أورجيت ر. باتيل محافظ بنك الاحتياطي الهندي في 25 أغسطس 2017.

## التصميم
طرح بنك الاحتياطي الهندي في 25 أغسطس 2017 ورقة نقدية جديدة بقيمة 200 روبية هندية في سلسلة المهاتما غاندي (الجديدة). يظهر عظهر لى الورقة الجديدة من الورقة على صورة سانشي لتصوير التراث الثقافي للبلاد. اللون الأساسي للورقة هو أصفر وأبعاد الورقة النقدية هي 146 ملم × 66 ملم.

## التداول
أعلن بنك الاحتياطي الهندي أنه ستطرح ورقة 200 روبية نقدية جديدة اعتبارًا من 25 أغسطس 2017 بمناسبة مهرجان غانيش تشاتورثي.

## اللغات
كما هو الحال مع أوراق الروبية الهندية النقدية الأخرى من فئة فورقة 200 روبية مكتوب عليها 17 لغة. على الوجه والظهر اللغتين الإنجليزية والهندية. وعلى الظهر 15 من 22 لغة رسمية في الهند، كالآتي الآسامية والبنغالية والكجراتية والكنادية والكشميرية والكونكانية والماليالامية والمراثية والنيبالية ولغة الأوريا والبنجابية والسنسكريتية والتاميلية والتيلوغوية والأردية.
| اللغة الإنجليزية                           | Two hundred rupees |
| اللغة الهندية                              | दो सौ रुपये            |
| لغة من اللغات الرسمية في الهند (على الظهر) |                    |
| اللغة الآسامية                             | দুশ টকা              |
| اللغة البنغالية                            | দুইশ টাকা             |
| Gujarati                                   | બસો રૂપિયા             |
| اللغة الكنادية                             | ಎರಡು ನೂರು ರೂಪಾಯಿಗಳು       |
| اللغة الكشميرية                            | زٕ ہَتھ رۄپیہِ        |
| اللغة الكونكانية                           | दोनशें रुपया            |
| اللغة الماليالامية                         | ഇരുന്നൂറ് രൂപ           |
| اللغة المراثية                             | दोनशे रुपये            |
| اللغة النيبالية                            | दुई सय रुपियाँ          |
| لغة الأوريا                                | ଦୁଇ ଶହ ଟଙ୍କା          |
| اللغة البنجابية                            | ਦੋ ਸੌ ਰੁਪਏ            |
| اللغة السنسكريتية                          | द्विशतं रूप्यकाणि         |
| اللغة التاميلية                            | இருநூறு ரூபாய்           |
| اللغة التيلوغوية                           | రెండు వందల రూపాయలు        |
| اللغة الأردية                              | دو سو روپیے        |